# Kazimierz Korcelli

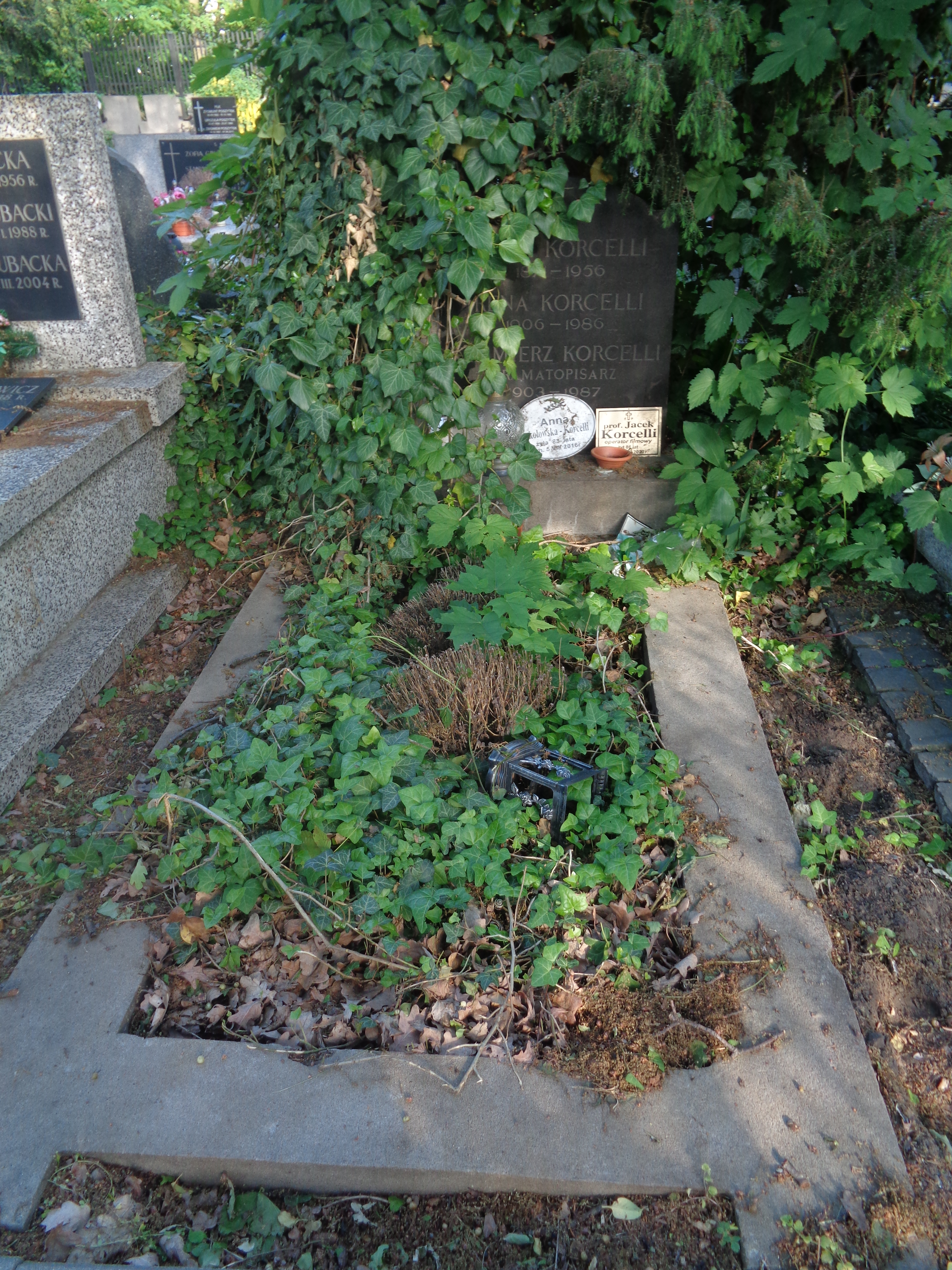
Nagrobek Kazimierza Korcellego, Anny Sokołowskiej-Korcelli i Jacka Korcellego na cmentarzu Wojskowym na Powązkach

Kazimierz Stefan Korcelli (ur. 2 września 1903 w Łodzi, zm. 31 lipca 1987 w Warszawie) – polski dziennikarz, dramaturg, krytyk teatralny.

## Życiorys
Był synem Jana. W 1925 ukończył naukę w Gimnazjum im. M. Kopernika w Łodzi. W szkole był redaktorem „Życia Młodzieży”. Następnie podjął prawnicze na Uniwersytecie Warszawskim. W latach 1929–1932 pracował w Izbie Rzemieślniczej w Łodzi. Równocześnie pracował jako łódzki korespondent „Kuriera Porannego”. W latach 1932–1939 kierował redakcją łódzkiego oddziału „Ilustrowanego Kuriera Codziennego” oraz był recenzentem teatralnym „Dziennika Łódzkiego”, a także publikował na łamach „Republiki”.
Po wybuchu II wojny światowej uczestniczył w kampanii wrześniowej. Następnie przebywał w Warszawie oraz w Głuchowie k. Skierniewic, utrzymując się jako nauczyciel tajnego nauczania. Był jednocześnie zaangażowany w działalność Stronnictwo Ludowego „Woli Ludu”. W 1945 zamieszkał ponownie w Łodzi i został redaktorem naczelnym organów Stronnictwa Ludowego: „Zielony Sztandar”, „Wola Ludu”, „Dziennik Ludowy” (1945–1946) oraz współzałożycielem i redaktorem miesięcznika „Dialog” (od 1956).
Był dyrektorem w Departamencie Amatorskiego Ruchu Artystycznego Ministerstwa Kultury i Sztuki oraz współzałożycielem Zespołu Ludowego Pieśni i Tańca „Mazowsze” (1949). Był członkiem Związku Literatów Polskich, członkiem Stronnictwa Ludowego i ZSL (1945–1977).
Tworzył ironiczno-groteskowe sztuki obrazujące życie obyczajowe i polityczne w Polsce przed II wojną światową oraz podczas okupacji i w okresie powojennym.

### Życie prywatne
Był ojcem operatora – Jacka Korcellego, męża reżyserki – Anny Sokołowskiej. Po II wojnie światowej mieszkał w Łodzi przy al. A. Mickiewicza 15 w Domu Literatów, a w Warszawie przy Rynku Nowego Miasta 6/10.
Zmarł w Warszawie, pochowany w grobie rodzinnym na cmentarzu Wojskowym na Powązkach (kwatera H-12-21).

## Sztuki
- Papuga (w reż. Juliusza Osterwy; 1946)[1][2]
- Bankiet (w reż. Leona Schillera; 1949)[1][2][9]
- Najazd (1952)[1]
- Stefan Czarniecki i jego żołnierze (1953)
- Dom na Twardej (1954)[2]

## Książki
- Dramaty (1970)[2]
- W stronę teatru (1976)[1]

## Ordery i odznaczenia
- Krzyż Kawalerski Orderu Odrodzenia Polski (6 kwietnia 1955)[3]
- Medal 10-lecia Polski Ludowej (10 stycznia 1955)[10]
- Odznaka „Zasłużony Działacz Kultury” (1964)[1]

## Nagrody
- wyróżnienie Podkomitetu Literatury i Sztuki Nagrody Państwowej za sztukę Dom na Twardej (1955)[11]
- nagroda Komitetu ds. PRiTv za całokształt pracy twórczej i działalności w dziedzinie dramaturgii radiowej (1970)[12]